# Кострижівка (станція)
Кострижі́вка — проміжна залізнична станція 5-го класу Івано-Франківської дирекції Львівської залізниці на неелектрифікованій лінії Біла-Чортківська — Стефанешти між станціями Заліщики (1,5 км) та Стефанешти (9 км). Розташована в селі Кострижівка Чернівецького району Чернівецької області.

## Пасажирське сполучення
На станції зупиняються  поїзди приміського сполучення Коломия — Заліщики.
З 12 грудня 2021 року, з-поміж туристичних покращень нового графіка руху поїздів на 2021/2022 років, призначений нічний швидкий поїзд № 57/58 сполученням Київ — Ворохта, якому передбачена найближча зручна зупинка у Заліщиках (поїзд прямує через станцію Костриживка без зупинки). У Кострижевці знаходиться місце легендарного оглядового майданчика, звідси відкривається видовищний краєвид на Заліщики та річку Дністер.
10 жовтня 2022 року через станцію курсує регіональний поїзд № 801/802 «Дністровський експрес» сполученням Львів — Чернівці. Маршрут поїзда пролягає через станції Підзамче, Злочів, Тернопіль, Теребовля, Чортків, Заліщики, Кіцмань тощо.